# Austroleon immitis
Austroleon immitis är en insektsart som först beskrevs av Walker 1853.  Austroleon immitis ingår i släktet Austroleon och familjen myrlejonsländor. Inga underarter finns listade i Catalogue of Life.